# Michael Shellenberger
Michael Shellenberger, né le 16 juin 1971 au Colorado, est un auteur américain.
Fondateur de l'association Environmental Progress et cofondateur du cercle de réflexion Breakthrough Institute (en), il est notamment connu pour ses prises de position en faveur de l'énergie nucléaire.
Figure controversée, Shellenberger est en désaccord avec la plupart des écologistes au sujet de l'impact des menaces environnementales et des politiques pour les résoudre,. Des scientifiques environnementaux et d'autres chercheurs ont décrit les positions et écrits de Shellenberger au sujet du changement climatique et l'environnementalisme de « mauvaise science » et « inexacts », tandis qu'il se fait complimenter par certains écrivains et journalistes de la presse populaire, y compris des médias d'actualité et des organisations conservateurs et libertariens. De même, de nombreux chercheurs expriment un désaccord avec les positions et écrits de Shellenberger au sujet des sans-abris, alors qu'il reçoit une réception mitigée des écrivains et journalistes de la presse populaire.

## Biographie

### Origines et formation
Né le 16 juin 1971 de parents hippies, Michael Shellenberger est élevé dans le mouvement mennonite. Il grandit à Greeley au Colorado et fréquente l'Earlham College, à Richmond dans l'Indiana.
Adolescent, il devient militant politique et humanitaire ; il voyage et travaille en Amérique latine dans les années 1980 et 1990. Il y accompagne des délégations qui promeuvent la diplomatie et la paix et encourage le développement des coopératives agricoles au Guatemala et au Nicaragua.

### Débuts professionnels
En 1993, il s'installe à San Francisco pour travailler pour l'ONG progressiste Global Exchange (en). Il y signe plusieurs articles sur Haïti, le Brésil, le syndrome de la guerre du Golfe ou encore la discrimination positive. Puis il crée Communication Works, une organisation de relations publiques qui mène des campagnes de communication sur des sujets environnementaux et humanitaires. Il contribue ainsi à la sauvegarde de la dernière forêt de séquoias non protégée en Californie et alerte l'opinion sur les conditions de travail dans les usines Nike en Asie.
Dans les années 2000, il crée des sociétés de conseil (Lumina Strategies et American Environics) et travaille pour des ONG, des fondations et des États.

### Breakthrough Institute et écomodernisme

#### Création du Breakthrough Institute
En 2003, il crée avec Ted Nordhaus (en) le Breakthrough Institute (en), un think tank qui produit des analyses sur le climat, les énergies et l'innovation, comme sur les limites de la planète, l'efficacité énergétique, les subventions aux énergies renouvelables, le prix du carbone, l'énergie nucléaire ou le gaz de schiste.
Le Breakthrough Institute prend notamment position en faveur d'une augmentation de la dépense publique dans l'innovation technologique, en raison de ses effets positifs sur la situation de l'environnement, la croissance économique et la qualité de la vie. Dans le domaine du climat, cette augmentation de la dépense permettrait de rendre les énergies propres moins chères (plutôt que de chercher à rendre les énergies fossiles plus chères).
Il critique plusieurs politiques en place comme celles du prix du carbone, qui ont pour effet de faire augmenter le prix de l'énergie. Leur prise de position de 2003 pour un « nouveau projet Apollo » serait à l'origine de 150 millions d'investissements dans les cleantech entre 2009 et 2015.

#### Publications d'essais avec Ted Nordhaus
En octobre 2004, Shellenberger et Nordhaus publient un essai intitulé The Death of Environmentalism: Global Warming Politics in a Post-Environmental World (en français : « La Mort de l'Écologisme : les Politiques de lutte contre le Réchauffement Climatique dans un Monde Post-Environnemental »), dans lequel ils avancent l'idée que l'écologisme est incapable de lutter contre le réchauffement climatique, autant d'un point de vue conceptuel qu'organisationnel, et qu'il doit « mourir » pour faire place à de nouvelles politiques. Cet essai est très controversé et débattu aux États-Unis.
En 2007, ils publient un nouvel essai, Break Through: From the Death of Environmentalism to the Politics of Possibility (« Break Through : de la mort de l'écologisme à la politique du possible »). Ils y défendent l'idée que la politique écologiste doit cesser de se focaliser sur la protection de la nature et avoir comme premier souci l'innovation technologique qui servira à fonder une nouvelle économie. Ce nouvel essai fait à nouveau débat,, et le magazine Wired le qualifie de « Meilleure chose qui soit arrivée à l'écologisme depuis Printemps silencieux de Rachel Carson ». Break through reçoit en 2008 le Green Book Award du meilleur livre environnemental.
En septembre 2008, il fait partie de la liste des Heroes of the Environment du magazine Time, qui met en avant des personnes ou groupes ayant contribué de manière significative à la sauvegarde de l'environnement.
En 2013, il figure dans Pandora's promise, un documentaire sur des écologistes ayant changé de position sur le nucléaire et est interviewé dans The Colbert Report.

#### Manifeste écomoderniste
En avril 2015, à l'initiative du Breakthrough Institute, Shellenberger fait partie d'un collectif de 18 personnalités universitaires et scientifiques qui signent Un manifeste écomoderniste.
Ce manifeste propose de cesser de se donner des objectifs de développement durable et de réduire l'empreinte de l'homme en utilisant la nature de manière plus intense, le développement économique étant une condition préalable à la préservation de l'environnement. Le manifeste, qui pose les bases de l'écomodernisme, crée un important débat, entre enthousiasme et critiques, dans les médias et milieux environnementalistes,.

### Environmental Progress et défense du nucléaire
En 2016, Michael Shellenberger renonce à son poste de président du Breakthrough Institute pour créer une nouvelle organisation, Environmental Progress, qui mène des campagnes d'opinion publiques, notamment pour  défendre les centrales nucléaires. En 2016 et 2017, il milite contre la fermeture de centrales aux États-Unis et en Corée du Sud.
En janvier 2016, il co-signe une lettre ouverte, avec plusieurs signataires du manifeste de l'écomodernisme, demandant aux autorités de ne pas fermer la centrale nucléaire de Diablo Canyon.
En avril 2016, toujours aux côtés d'autres militants écomodernistes (Stewart Brand, Mark Lynas), mais aussi d'autres scientifiques et défenseurs de l'environnement, tels que James Hansen, Burton Richter et Kerry Emanuel, il signe une nouvelle lettre ouverte, demandant cette fois le maintien de l'activité de six centrales nucléaires menacées de fermeture dans l'Illinois (Braidwood , Byron, Clinton, Dresde, LaSalle et Quad Cities).
En juillet 2016, lui et d'autres scientifiques, universitaires, militants environnementaux et citoyens, signent une lettre ouverte au gouverneur de l'État de New York, Andrew Cuomo, en faveur d'une législation qui protégerait les centrales nucléaires de l'État d'une fermeture. En août, la commission du service public de l'État adopte un Clean Energy Standard qui reconnaît la contribution zéro carbone des centrales nucléaires.
En juillet 2017, Environmental Progress écrit au président coréen Moon Jae-in, lui demandant de reconsidérer son programme de sortie du nucléaire, mettant en avant les impacts négatifs sur le climat de cette décision. En août, l'association publie un rapport intitulé The High Cost of Fear (« Le coût élevé de la peur ») qui étudie les différents impacts qu'aurait la sortie du nucléaire. En octobre, la Corée du Sud vote la reprise des travaux de construction de deux centrales.
Il milite aussi contre la sortie du nucléaire à Taïwan, qui ne sera finalement pas votée.
En parallèle avec ses actions contre la fermeture de centrales nucléaires, Michael Shellenberger explique publiquement l'évolution de sa position sur le nucléaire à travers plusieurs conférences TED. Il explique aux médias son évolution : « J'étais initialement, comme beaucoup de gens, assez hostile à l'énergie nucléaire. Mais j'ai changé d'avis en me rendant compte qu'une économie moderne ne peut pas reposer sur le solaire et l'éolien. Ils ne font que rendre chaotique la production d'électricité et facilitent le développement des énergies fossiles ».
Le 30 novembre 2017, il annonce son intention de se présenter aux élections pour devenir gouverneur de Californie en 2018 sous la bannière démocrate.
Il est à l'origine des Nuclear Pride Fest qui ont vu le jour en Europe en 2018, et qualifie le mouvement d'« humanisme atomique ».
En mars 2019, il publie dans le magazine australien Quillette et dans Le Point une tribune intitulée « Soyez écolo, prônez le nucléaire ! ». Il y estime que le nucléaire a permis de sauver deux millions de vies humaines des conséquences de la pollution atmosphérique,.
En mai 2019, il signe une tribune dans le magazine Forbes dans laquelle il avance l'idée que les catastrophes de Tchernobyl, Fukushima et Three Mile Island montrent en réalité que le nucléaire est sûr. Il y avance aussi l'idée que le nombre de morts liés à la catastrophe de Tchernobyl est largement surestimé et qu'il serait au maximum de 200.
En juin 2019, il critique la série télévisée de HBO, Chernobyl, pour son sensationnalisme et l'inexactitude des effets du rayonnement autour de la centrale.
Il publie régulièrement des informations controversées, désavouées par certains scientifiques, adoptant un point de vue qui minimise et relativise les conséquences du réchauffement climatique.
À l'occasion du jour du dépassement, le 29 juillet 2019, il remet en cause la valeur scientifique de ce concept.
En 2020, son livre Apocalypse Zéro : Pourquoi l'alarmisme environnemental est dangereux a une réception mitigée. Si certains médias saluent la clarté de l'exposé, il reçoit des critiques du site de vérification des faits climatiques ClimateFeedback : selon les sept évaluateurs universitaires de son article dans Forbes pour présenter son livre, l'auteur « mélange des affirmations exactes et inexactes à l'appui d'une argumentation trompeuse et trop simpliste sur le changement climatique », par exemple lorsqu'il affirme que le réchauffement climatique n'aggrave pas les événements climatiques extrêmes.

### WPATH Files
En mars 2024, Shellenberger rend public les WPATH Files. Cette publication fait référence à une collection de documents prétendument divulgués par l'association professionnelle mondiale pour la santé des personnes transgenres (WPATH). La WPATH est une organisation internationale destinée à la promotion des soins fondés sur des preuves, à l'éducation, à la recherche, à la sensibilisation, à la politique publique et au respect dans le domaine de la santé des personnes transgenres.
Les documents divulgués, qui ont été diffusés en ligne, contiennent supposément des informations suggérant des conflits d'intérêts, des violations éthiques et des biais idéologiques au sein de la WPATH. Parmi les affirmations les plus controversées figurent des accusations de liens financiers entre des compagnies pharmaceutiques et des cliniciens affiliés à la WPATH, des préoccupations concernant l'influence de groupes activistes sur les directives cliniques et des allégations de suppression de points de vue dissidents.

## Publications, conférences et tribunes

### Essais et publications
- The Death of Environmentalism: Global Warming Politics in a Post-Environmental World, avec Ted Nordhaus, 2004[7]
- Break Through: From the Death of Environmentalism to the Politics of Possibility, avec Ted Nordhaus, 2007
- Love your monsters, avec Ted Nordhaus, 2011[62]
- Un manifeste écomoderniste[63], 2015
- Apocalypse Zéro : Pourquoi la fin du monde n’est pas pour demain ‒ Les erreurs de l’écologie radicale, Les Éditions du Toucan / L’Artilleur, 2021
  - Traduction de Apocalypse Never: Why Environmental Alarmism Hurts Us All, Harper Collins, New York City, 30 juin 2020

### Tribunes (sélection)
- Tribunes de Michael Shellenberger sur Forbes[64]
- « Soyez écolo, prônez le nucléaire ! »[65], tribune publiée sur Le Point en 2019.
- (en) « Former NRC chairman’s reckoning with his rocky tenure and resignation »[66], tribune publiée sur The Washington Post en 2019.
- (en) « It sounds crazy, but Fukushima, Chernobyl, And Three Mile Island Show Why Nuclear Is Inherently Safe »[67], tribune publiée sur Forbes en 2019.
- (en) « The Problem With Energy Efficiency »[68], tribune publiée sur The New York Times, co-signée avec Ted Nordhaus en 2014.
- (en) « How to Change the Global Energy Conversation »[69], tribune publiée sur The Wall Street Journal, co-signée avec Ted Nordhaus en 2010.

### Conférences (sélection)
- (en) « How fear of nuclear power is hurting the environment »[70], conférence TED donnée en 2016.
- (en) « Why I changed my mind about nuclear power »[71], conférence TED donnée en 2017.
- (en) « Why renewables can't save the planet »[72], conférence TED donnée en 2019.

### Films et émissions TV
- 2013 : Pandora's Promise, film documentaire
- 2013 : The Colbert Report, émission de télévision diffusée sur Comedy Central
- 2013 : Débat avec Ralph Nader, émission de télévision diffusée sur CNN